# Yoram Gross
Yoram Jerzy Gross (Cracóvia, Polónia, 18 de outubro de 1926 - Sydney, Austrália, 21 de setembro de 2015) foi um produtor e diretor australiano que criou filmes e séries para crianças.
Ele criou: Dot and the Kangaroo, The Magic Riddle, Blinky Bill e Flipper & Lopaka.

## Filmografia

### Filmes de longa-metragem
- Joseph the Dreamer (1962)
- One Pound Only (1964)
- Dot and the Kangaroo (1977)
- The Little Convict (1979)
- Around the World with Dot [também conhecido como Dot and Santa Claus] (1981)
- The Seventh Match [também conhecido como Sarah] (1982)
- Dot and the Bunny (1983)
- The Camel Boy (1984)
- Epic (1985)
- Dot and the Koala (1985)
- Dot and Keeto (1986)
- Dot and the Whale (1986)
- Dot and the Smugglers [também conhecido como Dot and the Bunyip] (1987)
- Dot Goes to Hollywood (1987)
- The Magic Riddle (1991)
- Blinky Bill: The Mischievous Koala (1992)
- Dot in Space (1994)
- Skippy Saves Bushtown (1999)
- Tabaluga and Leo (2005)
- Blinky Bill's White Christmas (2005)
- Flipper and Lopaka: The Feature (2006)
- Gumnutz: A Juicy Tale (2007)
- Santa's Apprentice (2010)
- Blinky Bill: The Movie (2015)

### Série de TV
- Bright Sparks (1989)
- The Adventures of Blinky Bill (1993-2004)
- Samuel and Nina (1996–1997)
- Tabaluga (1997–2004)
- Skippy: Adventures in Bushtown (1998)
- Old Tom (2001–2002)
- Fairy Tale Police Department (2001–2002)
- Flipper and Lopaka (1999–2004)
- Art Alive (2003–2005)
- Seaside Hotel (2003–2005)
- Deadly (2005)
- Staines Down Drains (2005)
- Bambaloo (2003–2007) (com The Jim Henson Company)
- Master Raindrop (2008)
- Legend of Enyo (2009–2010)
- Zigby (2009-2013)
- Zeke's Pad (2010)
- The Woodlies (2012)
- Vic the Viking (2013)

### Curtas-metragens
- Chansons Sans Paroles (1958)
- Song Without Words (1958)
- Hava Nagila (1959)
- We Shall Never Die (1959)
- Bon Appetit (1969)
- Barry Crocker's Danny Boy (1970)
- Janice Slater's Call It What You May (1970)
- John Farnham's One (1970)
- The Politicians (1970)
- To Nefertiti (1971)
- Seasons (1972)
- Sun (1975)
- Professor Filutek (1999)
- The Naked Tree (2003)
- Autumn in Krakow (2007)
- Fuchsia Ballerinas (2007)
- Young Musicians (2007–2008)
- Don't Forget... (2010)
- Why... (2010)
- Forest Holocaust (2011)
- Sentenced To Death (2011)
- The Liar (2012)
- Kaddish (2013)
- Yemenite Fantasy